# Richard Dehmel

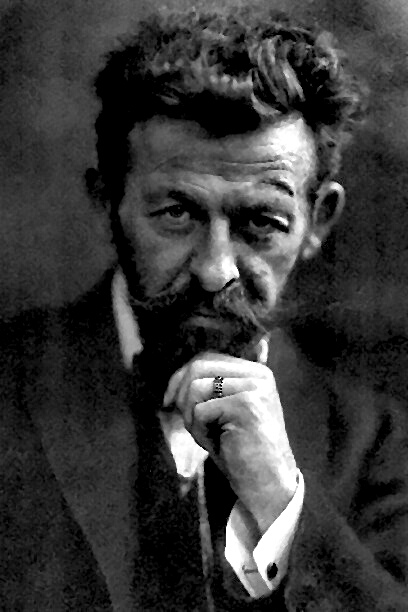
Richard Dehmel 1905 auf einer Fotografie von Rudolf Dührkoop

Richard Fedor Leopold Dehmel (* 18. November 1863 in Hermsdorf bei Wendisch Buchholz, heute zur Gemeinde Münchehofe, Provinz Brandenburg; † 8. Februar 1920 in Blankenese) war ein deutscher Dichter und Schriftsteller.

## Biografie

### Herkunft
Richard Dehmel entstammte einer Handwerkerfamilie, die in der Gegend von Hirschberg (Schlesien) beheimatet war. Seine Eltern waren Fedor Dehmel (1835–1932) und dessen Ehefrau Louise geb. Fließschmidt (1829–1905). Sein Vater war Revier- und Stadtförster in Hirschberg und bei Kremmen.

### Leben

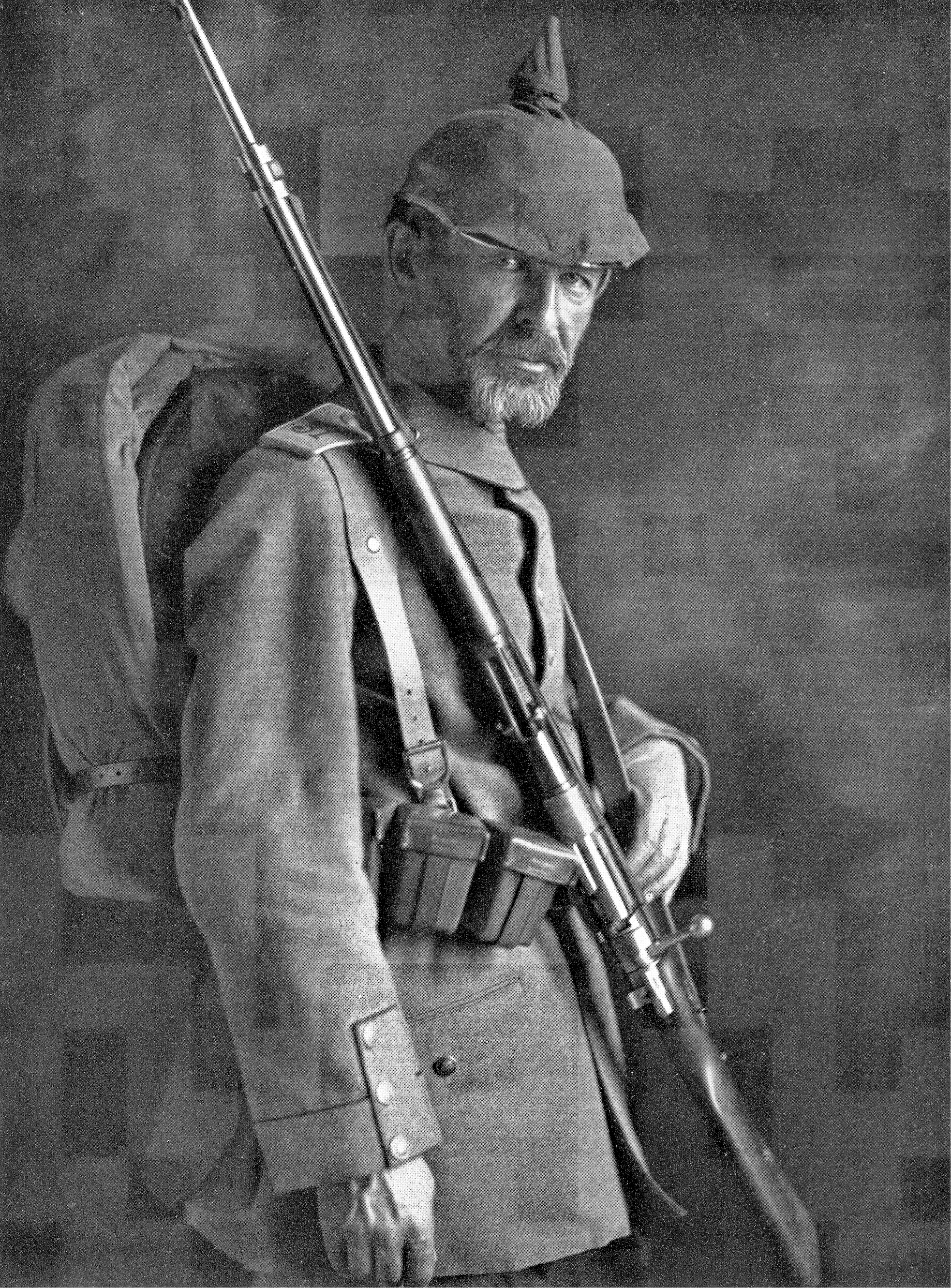
Richard Dehmel als Soldat im Ersten Weltkrieg

Seine Kindheit verbrachte Richard Dehmel in der Stadt Kremmen, wo der Vater die Stelle des Stadtförsters innehatte. Dehmel ging in Kremmen zur Schule und wohnte im alten Forsthaus an der Straße nach Sommerfeld.
1872 erhielt er die Gelegenheit, auf das Sophien-Gymnasium in Berlin zu wechseln. Aufgrund einer Auseinandersetzung mit dem dortigen Direktor musste Dehmel diese Schule wieder verlassen und wechselte an das städtische Gymnasium in Danzig. Nach dem Abitur in Danzig 1882 studierte er in Berlin Naturwissenschaften, Nationalökonomie und Philosophie. Er beendete sein Studium mit der Promotion in Leipzig 1887 zu einem Thema aus der Versicherungswirtschaft. Während des Studiums wurde er 1882 Mitglied der Burschenschaft Hevellia Berlin. In der Hevellia lernte er seinen späterer Schwager Franz Oppenheimer kennen, mit dem sich eine enge Freundschaft entwickelte. Am 22. Oktober 1885 wurde Dehmel im Zuge von Konflikten um den aufkommenden Antisemitismus in Burschenschaften (Dehmel galt, gerade auch aufgrund seiner Freundschaft zu Oppenheimer, als Gegner von Restriktionen bei der Aufnahme jüdischer Bundesbrüder) cum infamia aus der Hevellia ausgeschlossen. Nach Examen und Promotion arbeitete er als Sekretär im Verband der Privaten Deutschen Versicherungsgesellschaften in Berlin und verkehrte im Umkreis des Berliner Naturalismus.
Im Jahr 1889 heiratete Dehmel die Märchendichterin Paula Oppenheimer, mit der er zusammen auch Kinderbücher verfasste. Kurz darauf erschienen seine ersten Gedichtbände Erlösungen (1891) und Aber die Liebe (1893). 1894 war er Mitautor bei der Zeitschrift PAN, was ihm sein Freund und Mitherausgeber des PAN Otto Julius Bierbaum ermöglichte.
Im folgenden Jahr gab er seine Stellung beim Versicherungsverband auf und lebte fortan als freier Schriftsteller. Er lernte seine spätere zweite Frau Ida, geborene Coblenz, verheiratete Auerbach, kennen. 1896 veröffentlichte er in dem Gedichtband Weib und Welt das Gedicht Venus Consolatrix (lateinisch für Venus als Trösterin), in dem er einen mystischen Geschlechtsakt mit einer Frauenfigur schildert, in der Maria, die Mutter Jesu, Venus und Maria Magdalena verschmelzen. Daraufhin erstattete Börries von Münchhausen Anzeige wegen Blasphemie: Der Text musste geschwärzt werden, der Skandal machte Dehmels Namen aber bekannter.

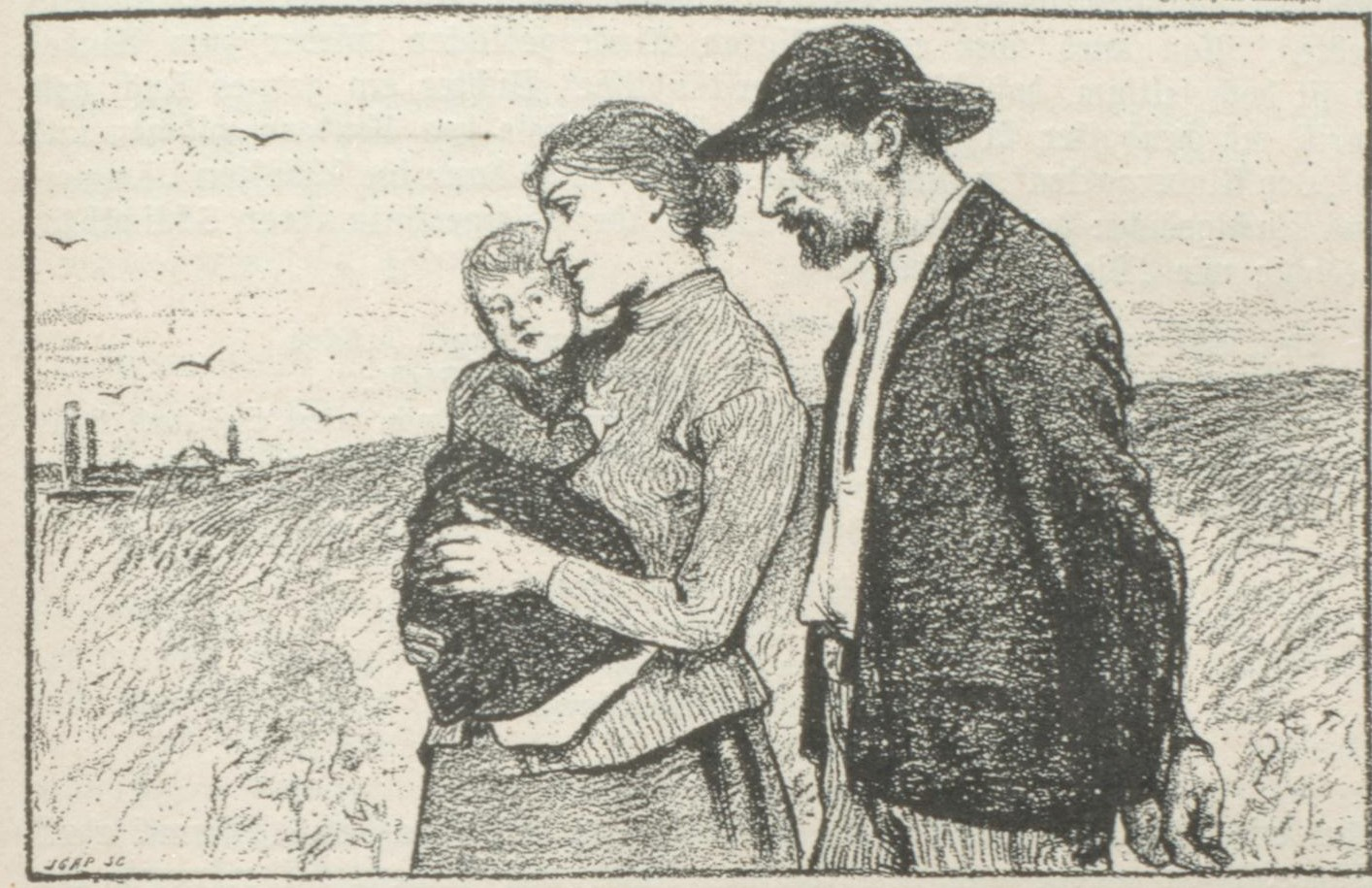
Hans Anetsberger: Illustration zu Der Arbeitsmann, in: Simplicissimus, 1896

Nach der Trennung von seiner ersten Frau Paula 1899 unternahm Dehmel mit Ida Auerbach weite Reisen durch Europa. 1901 nahm er seinen Wohnsitz in Hamburg in der Nähe seines engen Freundes Detlev von Liliencron und heiratete Ida Auerbach. 1912 regte er die Kleist-Stiftung dazu an, den Kleistpreis nicht nach Mehrheitsbeschluss zu vergeben, sondern durch Entscheidung eines Vertrauensmannes, der für jedes Jahr neu bestimmt wurde. Im selben Jahr bezog er in Blankenese das nach seinen Vorgaben von Walther Baedeker gebaute Dehmel-Haus.

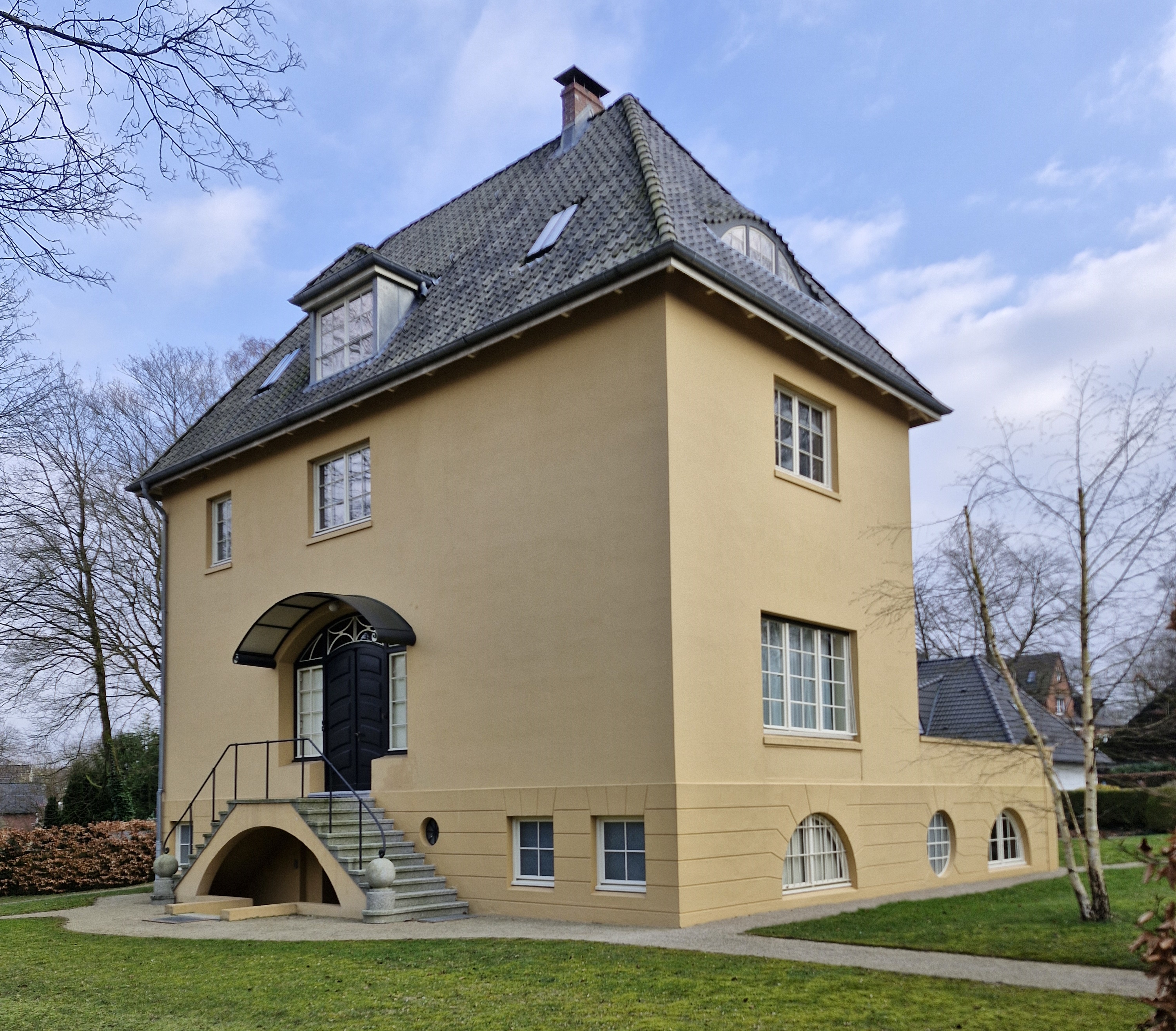
Dehmel-Haus

Bei Ausbruch des Ersten Weltkrieges 1914 meldete sich Dehmel freiwillig zum Militäreinsatz (Infanterie-Regiment „Graf Bose“ (1. Thüringisches) Nr. 31) und diente bis 1916. Er gehörte zu den 93 Unterzeichnern des im Oktober 1914 veröffentlichten Manifests An die Kulturwelt. Kurz vor Kriegsende 1918 forderte er die Deutschen in einem Aufruf noch zum Durchhalten auf. Er starb am 8. Februar 1920 an einer im Krieg zugezogenen Venenentzündung.

### Familie
Er heiratete 1889 Paula Oppenheimer (1862–1918), eine Tochter des Rabbiners der jüdischen Reformgemeinde Berlin Julius Oppenheimer († 1909). Sie war die Schwester von Franz Oppenheimer (1864–1943) und Carl Oppenheimer (1871–1941). Richard und Paula Dehmel hatten einen Sohn und zwei Töchter sowie einen Adoptivsohn. Die Tochter Vera (1890–1979) heiratete 1918 den Maler und Schriftsteller Otto Tetjus Tügel. 
Nach seiner Scheidung heiratete er 1901 in London Ida Coblenz (1870–1942), geschiedene Auerbach, eine Tochter des Kommerzienrates und Weingroßhändlers Coblenz († 1910) aus Bingen. Das Paar hatte keine Kinder.

## Literarisches Werk, Bedeutung
Dehmel galt in der Zeit vor dem Ersten Weltkrieg als einer der bedeutendsten deutschsprachigen Lyriker.
Seine oft sinnliche und erotische Lyrik zeigt „vitalistische[s] Ungestüm“ und thematisiert oft „Lust und Abschiedsschmerz“, hat dabei aber insgesamt verklärende Züge und weist „ornamentale[s] Sprachdekor“ auf.

## Rezeption

### Musik
Berühmte Komponisten wie Richard Strauss, Jean Sibelius, Hans Pfitzner, Max Reger, Arnold Schönberg, Heinrich Kaspar Schmid, Anton Webern, Karol Szymanowski, Heinrich Sthamer, Jan van Gilse und Kurt Weill vertonten seine Gedichte oder wurden durch diese zu Kompositionen angeregt, wie Schönberg zu dem berühmten Verklärte Nacht op. 4 für Streichsextett von 1899 nach dem gleichnamigen Gedicht aus Weib und Welt (später in Zwei Menschen. Roman in Romanzen aufgenommen). Dieses Gedicht behandelt Dehmels Hauptthema »Liebe und Sexualität« (Eros), das von ihm zu einer die bürgerlichen Konventionen sprengenden Kraft stilisiert wird.
Richard Strauss war auch Gast im Hause von Dehmel.
Auch einige der erhalten gebliebenen Liedkompositionen von Alma Mahler-Werfel vertonen Texte von Dehmel. Der Komponist Heinrich Kaspar Schmid (1874–1953) hat von seinen Gedichten Schutzengel für Singstimme und Klavier op. 20 vertont. Ferner in Liederspiel zur Laute oder auch Klavier op. 31 die Gedichte Erntelied, Die Getrennten, Wiegenlied für einen Jungen, sowie für Männerchor op. 49 das Gedicht Nicht doch (Walter Homolka, Heinrich Kaspar Schmid Archiv Landau/Isar). Der Komponist Alexander von Zemlinsky vertonte Dehmels Gedicht Die Magd unter dem Titel Maiblumen blühten überall für Sopran und Streichsextett.

### Bildende Kunst
- Franz M. Jansen / Richard Dehmel: Zwei=Menschen=Bilder. Holzschnitte. Zusammengestellt und mit einem Nachwort versehen von Wolfgang Delseit. Köln/Münster 1996.

## Werke (Auswahl)

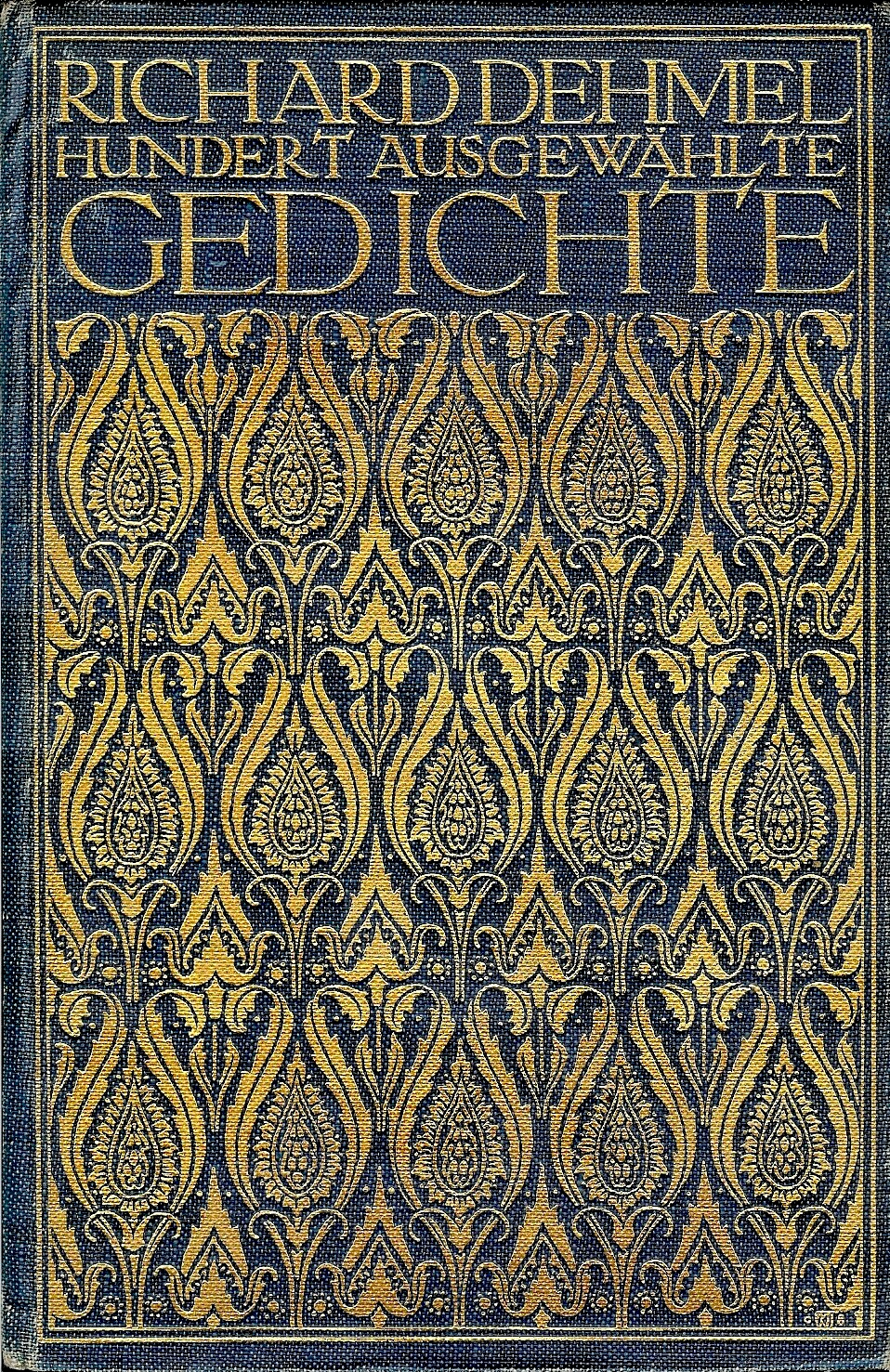
Hundert ausgewählte Gedichte, Berlin, 1909

- Erlösungen. Eine Seelenwandlung in Gedichten und Sprüchen. 1891.
- Aber die Liebe. Ein Ehemanns- und Menschenbuch. Mit Deckelzeichnung von Hans Thoma und Handbildern von Fidus. 1893.
- Lebensblätter. Gedichte und Anderes. Mit Randzeichnungen von Joseph Sattler. 1895.
- Der Mitmensch. Drama. 1896.
- Weib und Welt. Gedichte und Märchen. 1896; 1901
- Lucifer. Ein Tanz- und Glanzspiel. 1899.
- Fitzebutze. Allerhand Schnickschnack für Kinder von Paula und Richard Dehmel. Mit Bildern von Ernst Kreidolf. 1900
- Zwei Menschen. Roman in Romanzen. 1903
- Der Buntscheck. Ein Sammelbuch herzhafter Kunst für Ohr und Auge deutscher Kinder. Mit Bildern von Ernst Kreidolf. 1904.
- Fitzebutze. Traumspiel in 5 Aufzügen. In Musik gesetzt von Hermann Zilcher. Textbuch, 1907.
- Die Verwandlungen der Venus. Rhapsodie. 1907.
- Anno Domini 1812. Gedicht. 1907.
- Eine Lebensmesse. Dichtung. Vertont von Jan van Gilse, 1909 und von Heinrich Sthamer, 1940.
- Die Gottesnacht. Ein Erlebnis in Träumen. 1911.
- Michel Michael. Komödie. 1911.
- Jesus und Psyche. Phantasie bei Klinger, 1912.
- Schöne wilde Welt. Neue Gedichte und Sprüche. 1913.
- Volksstimme Gottesstimme. Kriegsgedichte. 1914.
- Die stille Stadt. 1896
- Kriegs-Brevier. Insel-Bücherei, 1917.
- Die Menschenfreunde. Drama. 1917.
- Hundert ausgewählte Gedichte. S. Fischer Verlag, Berlin 1909.
- Zwischen Volk und Menschheit. Kriegstagebuch, 1919.
- Die Götterfamilie. Kosmopolitische Komödie. 1921.
- Der Vogel Wandelbar. Ein Märchen. Pestalozzi-Verlag, 1924.
- Der kleine Held. Eine Dichtung für wohlgeratene Bengels und für Jedermann aus dem Volk. Pestalozzi-Verlag, 1924
- Mein Leben. Autobiografie, 1922 (postum)

## Briefe
- Catherine Kramer (Hrsg.): Eine deutsch-französische Brieffreundschaft: Richard Dehmel – Henri Albert. Briefwechsel 1893–1898. Bautz, Herzberg 1998.
- Ida Dehmel: „Ihr Leben war bis zum Rand erfüllt.“ Die Familienkorrespondenz (1887–1942). Hrsg. von François van Menxel und Hans-Joachim Hoffmann. Tectum Verlag, Baden-Baden 2024, ISBN 978-3-689-00089-9.

## Erinnerungsliteratur
- Ida Dehmel: Daija. Ein biographischer Roman aus Bingen. Textausgabe und Studien. Hrsg. von François van Menxel und Hans-Joachim Hoffmann. Verlag Mathias Ess, Bingen (Schriften des Arbeitskreises Jüdisches Bingen Bd. 20). ISBN 978-3-945676-95-0.

### Übersichten
- Heinz Otto Burger: Dehmel, Richard. In: Neue Deutsche Biographie (NDB). Band 3, Duncker & Humblot, Berlin 1957, ISBN 3-428-00184-2, S. 564 f. (Digitalisat).
- [Eintrag] Richard Dehmel. In: Heinz Ludwig Arnold (Hrsg.): Kindlers Literatur Lexikon. 3., völlig neu bearbeitete Auflage. 18 Bde. Metzler, Stuttgart/Weimar 2009, ISBN 978-3-476-04000-8, Bd. 2, S. 464–466 [Biogramm, Werkgruppenartikel „Das lyrische Werk“ von Martina Mehring. (E-Text)].

### Zum Gesamtwerk
- Walther Furcht: Richard Dehmel: seine Bedeutung, sein Verhältnis zu Goethe, Lenau und zur Moderne. Minden 1899.
- Julius Bab: Richard Dehmel. Gose & Tetzlaff, Berlin 1902.
- Emil Ludwig: Richard Dehmel. Fischer, Berlin 1913.
- Julius Bab: Richard Dehmel. Die Geschichte eines Lebenswerkes. Hermann Haessel, Leipzig 1926.
- Fritz Horn: Das Liebesproblem in Richard Dehmels Werken. Kraus, Nendeln 1967.
- Paul vom Hagen: Richard Dehmel: Die dichterische Komposition seines lyrischen Gesamtwerks. Kraus, Nendeln 1967.
- Elisabeth Veith: Fiktion und Realität in der Lyrik: literarische Weltmodelle zwischen 1890 und 1918 in der Dichtung Max Dauthendeys, Richard Dehmels und Alfred Momberts. Univ., Diss., München 1987.
- Sabine Henning, Annette Langwitz, Mathias Mainholz, Rüdiger Schütt, Sabine Walter: WRWlt – o Urakkord. Die Welten des Richard Dehmel. Bautz, Herzberg 1995. ISBN 3-88309-061-1
- Roland Stark: Die Dehmels und das Kinderbuch. Bautz, Nordhausen 2004, ISBN 978-3-86945-278-4.
- Björn Spiekermann: Literarische Lebensreform um 1900: Studien zum Frühwerk Richard Dehmels. Ergon, Würzburg 2007.
- Marek Fialek: Dehmel, Przybyszewski, Mombert. Drei Vergessene der deutschen Literatur. Mit bisher unveröffentlichten Dokumenten aus dem Moskauer Staatsarchiv. Berlin 2009.
- Carolin Vogel: Richard Dehmel in Blankenese, Edition A.B. Fischer, Berlin 2017, ISBN 978-3-937434-82-7.
- Carolin Vogel: Das Dehmelhaus in Blankenese. Künstlerhaus zwischen Erinnern und Vergessen, Hamburg University Press 2019, auch als freier Volltext unter doi:10.15460/HUP.191
- Carolin Vogel (Hrsg. für die Dehmelhaus Stiftung): Schöne wilde Welt. Richard Dehmel in den Künsten. Wallstein, Göttingen 2020, ISBN 978-3-8353-3614-8.

### Zum literarischen Netzwerk
- Julia Ilgner: Wiener vs. Berliner Moderne. Die kompetitive ›Dichterfreundschaft‹ zwischen Arthur Schnitzler und Richard Dehmel. In: Studia austriaca. XXIX (2021), S. 5–68. Online

### Zu einzelnen Werken
- Jens Aden: Der Wille zum Ornament. Lebens- und Kunstauffassung des Jugendstils am Beispiel von Richard Dehmels Gedicht „Im Fluge“. München 2015, ISBN 978-3-668-10562-1 [erweiterte Druckfassung eines Vortrags von 1993].
- Julia Ilgner: Postkartenpoetik. Richard Dehmels „Eine Rundreise in Ansichtspostkarten“ (1906). In: Johannes Görbert, Nikolas Immer (Hrsg.): Ambulante Poesie. Formationen deutschsprachiger Reiselyrik seit dem 18. Jahrhundert. J. B. Metzler, Stuttgart/Weimar 2020, S. 259–299.
- Roland Stark: Allerhand Schnickschnack für Kinder. Paula und Richard Dehmels Fritzebutze. In: Wolfgang Wangerin (Hrsg.): Der rote Wunderschirm. Kinderbücher der Sammlung Seifert von der Frühaufklärung bis zum Nationalsozialismus. Wallstein-Verlag, Göttingen 2011, ISBN 978-3-8353-0970-8, S. 167–169.
- Roland Stark:  Ein Sammelbuch herzhafter Kunst. Richard Dehmels Buntscheck. In: Wolfgang Wangerin (Hrsg.): Der rote Wunderschirm. Kinderbücher der Sammlung Seifert von der Frühaufklärung bis zum Nationalsozialismus. Wallstein-Verlag, Göttingen 2011, ISBN 978-3-8353-0970-8, S. 170–172.
- Jürgen Viering: Ein Arbeiterlied? Über Richard Dehmels „Der Arbeitsmann“. In: Harald Hartung (Hrsg.): Gedichte und Interpretationen. Bd. 5: Vom Naturalismus bis zur Mitte des 20. Jahrhunderts (= RUB. Nr. 7894). Reclam, Stuttgart 2011 [zuerst 1983], ISBN 978-3-15-007894-5, S. 53–66 [mit Literaturhinweisen].